# Partido di Quilmes
Il partido di Quilmes è un dipartimento (partido) dell'Argentina facente parte della provincia di Buenos Aires. Il capoluogo è Quilmes. Si tratta di uno dei 24 partidos che compongono la cosiddetta "Grande Buenos Aires".

## Geografia antropica

### Suddivisioni amministrative
Il partido di Quilmes è composto da 9 località:
| Località             | Popolazione (2001) |
| -------------------- | ------------------ |
| Bernal               | 33.415             |
| Bernal Oeste         | 76.499             |
| Don Bosco            | 20.876             |
| Ezpeleta             | 49.191             |
| Ezpeleta Oeste       | 23.366             |
| Quilmes              | 111.575            |
| Quilmes Oeste        | 119.235            |
| San Francisco Solano | 53.363             |
| Villa La Florida     | 31.268             |